# تاريخ الفتح العربي في ليبيا

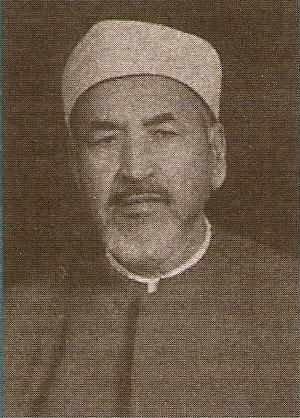
الشيخ الطاهر الزاوي مفتي ليبيا الأسبق

كتاب الفتح العربي في ليبيا هو كتاب تاريخي يتناول تاريخ الفتح العربي لليبيا وحتى انضمامها تحت راية الدولة العثمانية وتمت كتابته بواسطة الشيخ العالم الطاهر الزاوي.

## محتويات الكتاب
يحتوي الكتاب إجمالا على تاريخ ليبيا القديم، ويبدأ بالتعريف بلوبيا ثم التعريف بشعوب المنطقة من الوندال والروم والبربر وقرطاجنة، وقصة تأسيسها وتجارة الفينيقيون، ثم يتناول الفتح العربي في ليبيا فيبدأ بفتح برقة ثم زويلة وفتح سرت وأخيرا فتح طرابلس ويتناول الولاة الأمويين والعباسيين وكيفية تخليصهم البلاد من ظلم الخوارج ثم دولة الأغالبة ويتناول تاريخ ليبيا الوسيط وهجرة العرب ويتحدث الشيخ أيضا عن العهد الإسباني في ليبيا وفرسان القديس يوحنا ثم الانتصار العثماني وبداية العهد العثماني في ليبيا سنة 9 أغسطس 1551.